# Kraton wschodnioeuropejski
Kraton wschodnioeuropejski – wielki (jeden z największych na świecie) kraton współtworzący obecnie płytę eurazjatycką i kontynent Eurazji, wcześniej stanowiący główną część kontynentu Bałtyki. 
Kraton wschodnioeuropejski składa się z trzech mniejszych kratonów: płyty bałtyckiej (Fennoskandii) na północnym zachodzie, kratonu sarmackiego (Sarmacji) na południu i kratonu wołgo-uralskiego na wschodzie. Płyta bałtycka ma zróżnicowaną budowę i składa się z nagromadzonych w drodze akrecji skał archaicznych i wczesnoproterozoicznych, zaś cokoły sarmacki i wołgo-uralski składają się ze starszych skał archaicznych, przeważnie przykrytych grubą (przekraczającą 3 km miąższości) warstwą skał osadowych.
Większość powierzchni kratonu wschodnioeuropejskiego zajmuje rozległa Platforma wschodnioeuropejska, ale leżą na nim również dwie tarcze - tarcza bałtycka w północnej części płyty bałtyckiej i tarcza ukraińska we wschodniej części kratonu sarmackiego. Grubość skał kratonu waha się od maksymalnie 250 km w północnej części Półwyspu fennoskandzkiego poprzez 120 km w południowej Rosji do 150-200 km na Ukrainie. 
Na zachodzie granicę kratonu wschodnioeuropejskiego wyznacza strefa Teisseyre’a-Tornquista, brzeg szerszej strefy szwu transeuropejskiego. Na wschodzie pasmo Uralu oddziela go od kratonu syberyjskiego. 